# Leopold Krafft von Dellmensingen
Leopold Krafft von Dellmensingen (* 25. April 1908 in Würzburg; † 1. Mai 1994 in München) war ein deutscher Diplomat in der Zeit des Nationalsozialismus und Gesandter der Bundesrepublik Deutschland.

## Leben
Der Sohn des bayerischen Offiziers Konrad Krafft von Dellmensingen besuchte das Wilhelmsgymnasium München und das Landerziehungsheim Schondorf. Das Jura-Studium schloss er 1927 ab und promovierte 1932. Im Jahr 1931 trat er in den bayerischen Justiz- und Verwaltungsdienst ein. Seit dem 1. November 1933 war er Mitglied der SA und hatte 1942 den Rang eines SA-Sturmführers. Am 14. Oktober 1937 beantragte er die Aufnahme in die NSDAP und wurde zum 1. Mai 1942 aufgenommen (Mitgliedsnummer 8.929.756).
Am 6. April 1934 trat er in den Auswärtigen Dienst beim Auswärtigen Amt (AA) ein und war zunächst in der Gesandtschaft in Kowno und dem Konsulat in Brünn eingesetzt. Seit dem 17. März 1939 war er Legationssekretär beim Vertreter des Auswärtigen Amtes beim Reichsprotektor in Böhmen und Mähren. Nach Einsätzen in Paris und Brüssel noch vor Ausbruch des Zweiten Weltkriegs ging er nach Beendigung des Westfeldzuges zunächst in die Abwicklungsstelle Brüssel und am 24. August 1940 zum Bevollmächtigten des AA beim Militärbefehlshaber Frankreich. Von 1941 bis 1943 leitete er unter Botschafter Otto Abetz die Protokollabteilung der Botschaft in Paris. In diese Zeit fiel die Deportation der Juden aus Frankreich in das Konzentrationslager Auschwitz, an der das Vichy-Regime und die deutsche Botschaft mitwirkten. Seit Mai 1943 leistete Krafft von Dellmensingen Militärdienst, wobei seine Verwendung nicht bekannt ist, er wurde in dieser Zeit noch zum Legationsrat befördert.
Nach Kriegsende befand sich Krafft von Dellmensingen bis zum 12. Juli 1946 in amerikanischer Kriegsgefangenschaft. Danach arbeitete er als Rechtsanwalt. Über seine Entnazifizierung ist nichts bekannt. Von Oktober 1947 bis August 1948 war er Assistent und Gutachter bei den Hauptverteidigern im IG-Farben-Prozess in Nürnberg. Im September 1953 wurde er wieder in den Auswärtigen Dienst der Bundesrepublik eingestellt und war bis 1958 Generalkonsul in Kalkutta. Im Jahr 1963 nahm er an den Sitzungen des NATO-Rates teil. Von Anfang 1964 bis Ende 1967 war er im Range eines Gesandten Stellvertreter des Generalsekretärs Maurice Iweins d’Eeckhoutte der Westeuropäischen Union  in London. Nach seiner Pensionierung arbeitete er noch als Rechtsanwalt in München. 1976 konnte er sich als Zeuge vor Gericht an seine Paraphe auf Theodor Danneckers Statistik über die Anzahl der inhaftierten Juden in Frankreich im November 1941 nicht mehr erinnern.

## Werke
- Die subjektiven Grenzen des Schiedsvertrags, Coburg, 1932. Erlangen, Jur. Diss.